# 大豆油
| 項目                 | 分量（g） |
| -------------------- | --------- |
| 脂肪                 | 100       |
| 飽和脂肪酸           | 15.65     |
| 16:0（パルミチン酸） | 10.455    |
| 18:0（ステアリン酸） | 4.435     |
| 一価不飽和脂肪酸     | 22.783    |
| 18:1（オレイン酸）   | 22.55     |
| 多価不飽和脂肪酸     | 57.74     |
| 18:2（リノール酸）   | 50.952    |
| 18:3（α-リノレン酸） | 6.789     |

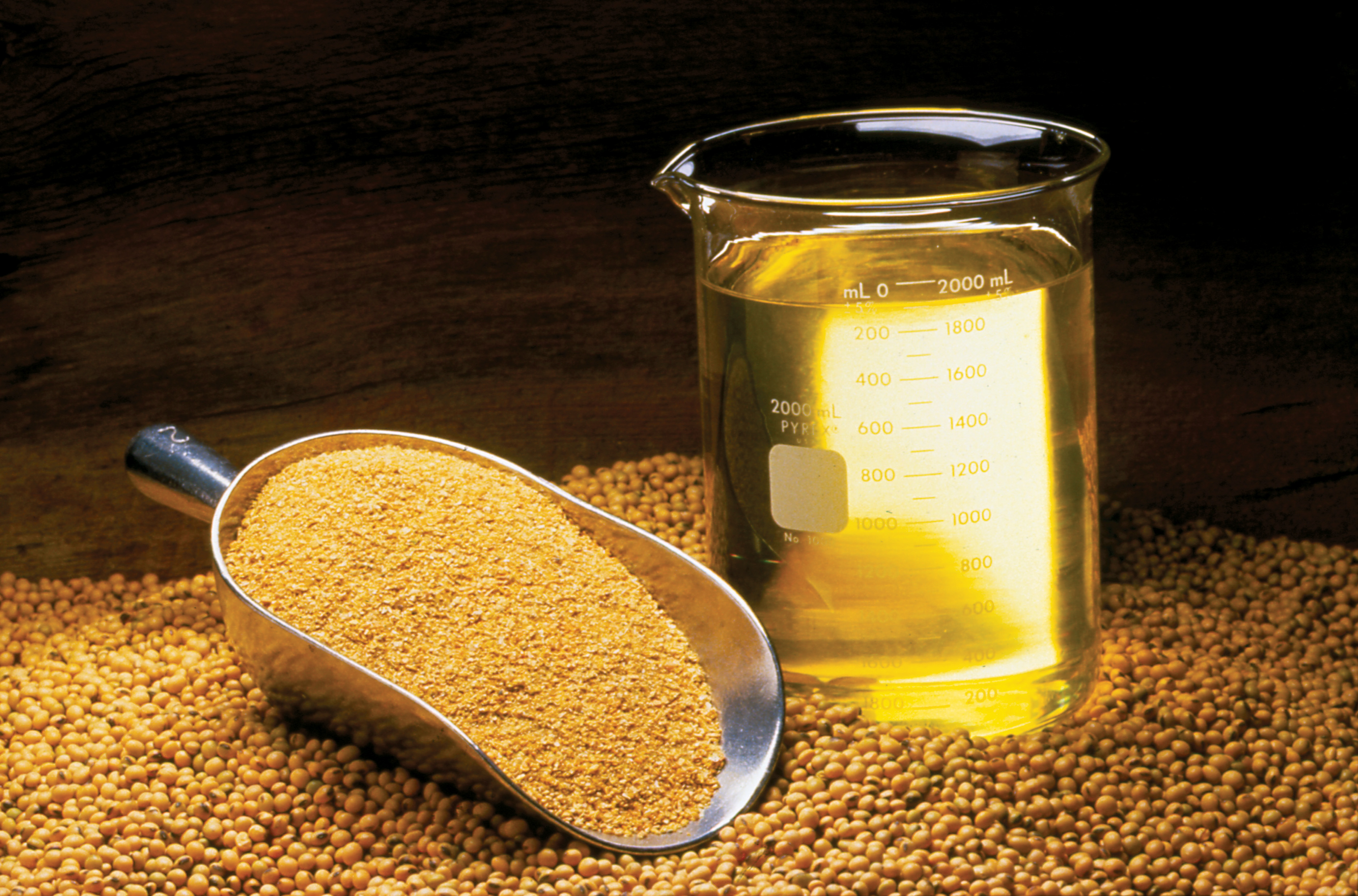
大豆油

大豆油（だいずゆ）は、大豆の種子から採取される油脂。最も代表的な植物油で、サラダ油の他マヨネーズやマーガリンの原料などとして広く用いられる。2010/11年度では大豆油の生産量は世界の油脂生産量中第2位で（1位はパーム油)、アメリカでは植物油消費量の2/3を占めている。日本国内では、液状植物油消費量の約4割弱を占め、菜種油に次ぐ。

## 性質
ヨウ素価124–139の半乾性油。淡黄色で脂肪酸組成はリノール酸約50%、オレイン酸20%強、パルミチン酸約10%、リノレン酸約10%、ステアリン酸約5%。CAS登録番号は [8001-22-7] で、ケン化価は189–195、比重は0.916–0.922。精製大豆油の引火点は 328℃、発火点は 363℃であるが、低純度のものはこれらの温度が低下する。

## 製造法
大豆の採油は、古くから玉絞めに代表される低温圧搾法が用いられてきたが採油効率が低かった。このため破砕加工した大豆に溶剤（n-ヘキサン）を加えて脱脂する溶媒抽出法が開発されている。溶媒抽出法は、溶剤を使うため消費者から不安視されるが、ヘキサンの沸点は69℃前後であり、加熱の過程を経れば容易に除去できることから、安全性は十分に確保されている。

## 用途
安価で色や匂いが少ないため、天ぷら油やサラダ油に適している。家庭用の調理油には安定性を高めるため菜種油やコーン油、クエン酸などの酸化防止剤が添加されている。また、比較的良好なエマルションを形成するため、マヨネーズやドレッシングの原料としても用いられる。水素添加により自在に硬化油が得られるため、マーガリンやショートニングの原料としても重要である。
食用以外では、合成樹脂、塗料、石鹸、リノリウムなどの工業製品のほか、透明性の高さを活かし、1985年頃から大豆インキとしても使用されている。精製過程で除去されたリン脂質は大豆レシチンとして健康食品に加工される。